# Соболев, Алексей Николаевич (лесовод)
Алексей Николаевич Соболев (1871—1911) — специалист в области искусственного восстановления и разведения леса, первый профессор кафедры частного лесоводства Санкт-Петербургского лесного института.

## Биография
Родился в селе Соболевка Тульской губернии, в небольшом имении отца — коллежского советника Николая Алексеевича Соболева. В 1888 году окончил Тульскую губернскую гимназию, а в 1892 году — Санкт-Петербургский лесной институт. За выпускную квалификационную работу «Дятлы и роль в хозяйстве русских лесов» был удостоен звания учёного лесовода 1-го разряда.
Практическая деятельность Соболева началась  в должности помощника лесничего в Лосиноостровском лесничестве Московской губернии. В 1893 году он вошёл в состав особой лесоводственной партии по обследованию лесов Владимирской губернии, пораженных монашенкой и короедами, которой руководил И. Я. Шевырёв. В 1894 году Соболев был назначен запасным лесничим, затем помощником лесничего и преподавателем низшей школы (Крапивенской лесной школы) в 1-м Одоевском лесничестве Тульской губернии. Здесь он начал увлеченно заниматься одной из своей излюбленных тем (дубовым хозяйством), а в лице А. П. Молчанова, заведовавшего тогда лесничеством и Крапивинской лесной школой, приобрёл наставника-лесовода, под руководством которого прошёл великолепную профессиональную школу.
В том же 1896 году для ознакомления с зарубежным опытом он был командирован вместе с однокашником и другом Г. Ф. Морозовым на 2 года в Европу. По свидетельству Г. Ф. Морозова, в Германии они посетили 70 лесничеств, побывали на многих съездах лесничих, слушали в Эбердсвальской академии лекции проф. Данкельмана, на лесном отделении Мюнхенского университета — профессоров Эбермайера, Р. Гартинга и Майера. Кроме этого, А. Н. Соболев изучал лесное хозяйство под руководством проф. Шваппаха; в Баварии — под руководством проф. Майера; в Австрии — под руководством проф. Цизляра.
Вернувшись в Россию, он опубликовал две работы – «Лесное хозяйство Пруссии в конце XIX столетия» и «По лесам Баварии» (1899). С декабря 1898 года Соболев был старшим таксатором Лесного департамента и занимал должность лесничего Венёвского лесничества.
В 1902 году был назначен экстраординарным профессором и первым заведующим кафедрой частного лесоводства Санкт-Петербургского лесного института, которая занималась вопросами искусственного возобновления и разведения леса. В Охтинском учебном лесничестве он заложил учебно-опытные лесные питомники, заведовал Охтенской казённой лесной дачей (1907—1911). В 1910—1911 гг. он проводил в Новгородской губернии повторное лесоустройство лесов Выбитской дачи имения «Выбити» князя Б. А. Васильчикова. Учёный интересовался вопросами организации ведения лесного хозяйства в дубовых лесах, разрабатывал оптимальные методы их восстановления. Как крупный знаток дубовых лесов, Соболев был председателем дубравной комиссии Санкт-Петербургского лесного общества. Его методы исследования плодоношения дубрав (совместно с А. В. Фомичевым) принесли ему известность не только в нашей стране, но и за рубежом. Согласно этому методу, исследовались не отдельные деревья или их группы, а насаждения в целом, плодоношение рассматривалось как одно из основных лесоводственных свойств насаждения и оценивалось по массе всхожих семян в пересчёте на единицу площади. При этом он не обошел вниманием такую древесную породу как ель, проводя фундаментальные исследования по семеношению еловых насаждений в Европейской части России. В лесном питомнике парка Лесного института и во многих лесничествах (Охтинском, Сестрорецком, Погонно-Лосиноостровском и в ряде частных имений) А. Н. Соболев заложил многочисленные посевы и посадки географических культур сосны, дуба, лиственницы. К сожалению, многие его опыты были утеряны.
Скончался на 41-м году жизни, оставив после себя 38 научных работ и рукописный учебник по лесоводству. В его работе «Основы лесоохранения в России» (1911) были изложены предложения по улучшению ведения лесного хозяйства в частных лесах.
Современники указывали на высокие личные качества профессора Алексея Николаевича Соболева: его отзывчивость, скромность, доброе отношение к студентам и сослуживцам, корректность, огромную трудоспособность, гражданское мужество, верность своим убеждениям